# Крістофер Ґейбл
Крістофер Майкл Ґейбл (англ. Christopher Michael Gable), CBE (13 березня 1940 р — 23 жовтня 1998) — англійський артист балету, хореограф та актор.

## Життя і кар'єра

### Танцювальна кар'єра
Народившись у Лондоні, Ґейбл навчався у Королівській балетній школі, приєднавшись до Королівського балету Садлера Веллса у 1957 році. 1959 року він був підвищений до соліста, а в 1961 - до головного виконавця.
Ролі Ґейбла включали Ромео у постановці Ромео і Джульєтта Кеннета Макміллана Меркурія у комічній опереті Оффенбаха "Орфей у пеклі", постановці, яка була зафільмована та вийшла на DVD, та Кола у La fille mal gardée. Ґейбл часто співпрацював з Лінн Сеймур

### Акторська кар'єра
Ґейбл страждав від хронічного ревматоїдного захворювання ступнів і покинув Королівський балет у 1967 році, щоб продовжити акторську кар'єру. Він знявся у ряді телевізійних та кінопродукцій режисера Кена Рассела, включаючи фільми BBC «Пісня літа» (1968) та «Танець семи завіс» (1970), «Закохані жінки» (1969), «Меломани» (1971), адаптація «Бойфренд» (1971), «Лігво білого хробака» (1988) та «Веселка» (1989). Інші ролі включали роль Джона, камердинера та друга принца Едуарда, у мюзиклі до фільму «Попелюшка» «Черевичок і троянда» (1976), композитора Пітера Корнеліуса у фільмі «Вагнер» (1983), Меркурія у телевізійній постановці ВВС «Орфей у пеклі» 1983 року, і неоднозначний лиходій Шараз Джек у серіалі «Доктор Хто» 1984 року «Печери Андрозані» Він також з'явився на сцені в мюзиклі "Добрі товариші" у Вест-Енді 1974 року..

### Повернення до танців
У 1982 році Ґейбл заснував Центральну школу балету разом з Енн Стеннард.. Через п'ять років його призначили художнім керівником Театру північного балету Northern Ballet. Він перетворив невелику регіональну трупу на компанію з національною славою, представивши нові творчі роботи та поставивши вражаючі інтерпретації старої класики. Серед п'єс, поставлених протягом його одинадцятирічного керівництва, були «Лебедине озеро», «Різдвяна колядка», «Бронте», «Дивовижна пригода Дон Кіхота», «Дракула», «Жізель» та «Горбань Нотр-Даму». Багато проєктів, які він створив пізніше, виконували інші танцювальні компанії, включаючи балет Атланти та Королівський балет Нової Зеландії. Він зіграв Артура Ейнслі в британському міні-серіалі "Суттєві жінки" 1984 року.

## Особисте життя
Ґейбл був одружений з танцівницею Керол Нідем.

## Смерть
Ґейбл помер від раку поблизу Галіфакса, Йоркшир, у віці 58 років.

## Вибрані театральні вистави
- Лісандр у "Сні літньої ночі", знакове виробництво Пітера Брука 1970 року для Королівської компанії Шекспіра [7].
- Лаерт у «Гамлеті» Алана Говарда у постановці Тревора Нанна, RSC 1970 року.
- Джек Абсолют у фільмі «Суперники» Шерідана. Одна з двох перших постановок на Королівській біржі, Манчестер, режисера Бреєма Маррі (1976).
- Граф Гогенцоллерн у "Князь Гомбурґа " Генріха фон Кляйста. Інша початкова постановка, режисер Каспер Рід. (1976)
- Джон Розмер у Розмерсгольмі за Ібсеном. Режисер Каспер Рід на Королівській біржі, Манчестер. (1981)
- Філінт у фільмі «Мізантроп» за Мольєром. Режисер Каспер Рід на Королівській біржі, Манчестер. (1981)

## Фільмографія
| Рік      | Заголовок                     | Роль                  | Примітки              |
| -------- | ----------------------------- | --------------------- | --------------------- |
| 1968 рік | Пісня літа                    | Ерік Фенбі            |                       |
| 1969 рік | Закохані жінки                | Тіббі Луптон          |                       |
| 1970 рік | Приватне життя Шерлока Голмса | Дансер Нобель         | Не згаданий           |
| 1971 рік | Меломани                      | Граф Антон Чилувський |                       |
| 1971 рік | Бойфренд                      | Тоні                  |                       |
| 1976 рік | Черевичок і троянда           | Джон                  |                       |
| 1988 рік | Лігво білого хробака          | Джо Трент             |                       |
| 1989 рік | Веселка                       | Вілл Бранґвен         | (остання роль у кіно) |

## Відзнаки та нагороди
У 1996 році Ґейбл був нагороджений дипломом CBE за заслуги у британському танці. Наступного року він був удостоєний почесного ступеня доктора літератури Бредфордського університету.

## Зовнішні посилання
- Крістофер Ґейбл на сайті IMDb (англ.)